# Усть-Суєрське
Усть-Сує́рське (рос. Усть-Суерское) — село у складі Білозерського району Курганської області, Росія. Входить до складу Пам'ятинської сільської ради.
Населення — 130 осіб (2010, 229 у 2002).